# Aaron Coplandstraat
De Aaron Coplandstraat is een straat in Amsterdam-Zuid. De straat is per raadsbesluit op 17 december 2002 vernoemd naar componist Aaron Copland. Alle straten in de buurt zijn vernoemd naar componisten.
De Aaron Coplandstraat werd aangelegd in het kader van het project Mahler4; een deelproject van het totaalproject Zuidas. Ze begint aan de Arnold Schönbergstraat, kruist de Claude Debussylaan en eindigt aan de Gustav Mahlerlaan. Opvallend is dat de muziekstijlen van de naamgevers Aaron Copland (Amerikaans), Arnold Schönberg (twaalftoonsmuziek), Claude Debussy (impressionisme) en Gustav Mahler (romantiek) nauwelijks iets gemeen hebben. De straat is geheel ingesloten door vier kantoorgebouwen uit de 21e eeuw. Ze kent in 2018 slechts 4 huisnummers, aan de even zijde 6, 8 en 10 en aan de oneven zijde 7.